# Хведченя, Тимофей
Тимофей Хведченя (также Федосеня, псевдонимы: Вишневский, Кулевский; 9 июня 1893 , деревня Заравичи, ныне Лунинецкий район, Брестская область, Белоруссия — 1977, Варшава, Польша) — российский, польский и белорусский военный и общественно-политический деятель, деятель белорусского национализма, антипольский и впоследствии антисоветский партизан, по профессии учитель.

## Биография
Родился деревне Заравичи под Лунинцом. Обучался в гимназии в Слуцке, в 1916 году закончил шесть классов гимназии. В 1916 году также окончил 6-месячные офицерские курсы. В 1917 году был демобилизован из российской армии. В декабре 1917 года был поручиком 1-го белорусского пехотного полка в Минске, который формировался с разрешения главнокомандующего российской армии большевика Н. Крыленко. Однако командир Западного фронта А. Мясников приказал расформировать полк и включить его солдат в 289-й запасной полк. Когда немцы двинулись на восток, Тимофей Хведченя был среди белорусских военных, которые 19 февраля 1918 года подняли в Минске восстание и временно взяли власть в городе. Принимал участие в создании 1-го Минского Белорусского национального полка. Однако немцы не позволили сформировать белорусскую армию.
После этого Хведченя, вероятно, вернулся в родные места, так как в конце 1918 году он служил в Пинско-Волынском добровольческом батальоне. В 1919 году он был уже командиром батальона Красной армии в Слуцке. Во время польского наступления в Белоруссии Хведашчэня поднял антибольшевицкое восстание в своём батальоне и присоединился к 1-му белорусскому партизанскому отряду под командованием Лукаша Семеника, действовавшему в районе Борисова. Потерпев поражение от Красной армии, отряд скрывался в лесах. Когда польские войска подошли к Борисову, руководство отряда достигло соглашения с польским командованием и вывело его вместе с польским 3-м уланским полком в тылы Красной армии, что ускорило отступление последней от Борисова. Отряд Семеника, в котором служил Хведченя, оставался на фронте до ноября 1919 года. С июля 1919 по лето 1920 года Хведченя служил в Войске Польском как сотрудник II отдела (разведка и контрразведка) при командовании 2-й дивизии (позже 6-й дивизии).
Осенью 1920 года Хведченя как командир группы минских партизанских отрядов вместе с Вячеславом Адамовичем, председателем Белорусского политического комитета, Алесюком и другими с целью начать сотрудничество ради освобождения Белоруссии подписал телеграмму-обращение в адрес председателя Российского политического комитета во главе с Борисом Савинковым и Станиславом Булак-Балаховичем, в которой говорилось: «Страдая под игом захватчиков-большевиков, белорусский народ зовёт помочь ему освободиться и осуществить заветную мечту многих поколений о самостоятельной демократической Беларуси».
Затем занимался вербовкой добровольцев в Слуцке в армию генерала С. Булак-Балаховича. Воссоздал свой партизанский отряд, который в 1920 году присоединился к балаховцам. В условиях военных действий отряд Хведчени, по оценкам современников, отличался от других подразделений своими моралью и дисциплиной, имел собственное знамя и даже небольшой оркестр. Отряд капитана Хведчени был присоединён как Отдельный Белорусский батальон (вместе с кавалерийским взводом насчитывал 700 человек) ко 2-й Минской дивизии под командованием полковника Медарда Микоши. Капитан Хведченя принимал участие в военном походе генерала Булак-Балаховича против Красной армии. В составе группы полковника Микоши, которой была поставлена задача захватить Жлобин, участвовал боях под Мозырем, Петриковом, Калинковичами, Домановичах.
После интернирования армии генерала Булак-Балаховича поляками в конце ноября 1920 года Хведченя решил продолжить сопротивление польской армии и отошёл со своим отрядом в Слуцк, где выступал как командир Минского отдела народной добровольческой армии. Он бы враждебно принят эсеровским руководством Слуцкой рады и потому вскоре направился в Визну. На момент начала столкновений с Красной армией стал офицером 1-й Слуцкой бригады. От Мороча, бывшего последним опорным пунктом повстанцев в ходе Слуцкого восстания, вместе с несколькими другими бойцами он отступил в Давид-Городок. После того как бригада закончила боевые действия и была интернирована поляками, Хведченя всё равно продолжать борьбу. После освобождения из польского плена направился в Лунинец, где размещался главный штаб отрядов Крестьянской партии «Зелёного Дуба» , вооружённые отряды которого периодически устраивали нападения на пограничные территории, контролировавшиеся Красной армией. С конца декабря 1920 года Хведченя был одним из атаманов «Зелёного Дуба» (использовал псевдонимы «Вишневский» и «Кулевский»).
Польское командование пыталось организовать несколько тысяч белорусских военнослужащих, которые были интернированы под Несвижем, и создавать из них «рабочие дружины», которые занимались бы восстановлением мостов, ремонтом дорог и другими работами в прифронтовой зоне, а из наиболее преданных поляка и агрессивно настроенных по отношению к большевикам лиц формировать диверсионные группы, которые перебрасывались бы на контролируемые РСФСР территории. В феврале 1921 года командиром этих отрядов стал Хведченя. Однако уже весной 1921 года польское командование решило распустить белорусские отряды, которые совершали вооружённые нападения и на польские войска. В конце апреля 1921 года капитан Хведченя был арестован поляками и передан для наказания атаману Адамовичу. После освобождения из-под ареста 10 июня 1921 года он тайно проник на территорию Советской Белоруссии и начал организовывать подполье на территории Бобруйского и Слуцкого уездов, организовав приход в лесные массивы Воробьёвых гор некоторых своих соратников-«зеленодубцев», а также сумев привлечь некоторое количество дезертиров из Красной армии. Хведченя разделил их на четыре отряда по 250 человек под командованием своих офицеров, быстро создал сеть информаторов по деревням и организовал «пятёрки», которые распространяли литературу, вели агитацию среди крестьян и солдат Красной армии и занимались разведкой.
Предполагается, что Хведченя находился на территории Советской Белоруссии только до 29 июня 1921 года, после чего вернулся на польские территории и связался с организацией Народный союз «За Родину», созданной выходцем из Слуцка Арсением Павлюкевичем (с которым был знаком летом 1921 года и поставившей своей целью «освобождение Родины из рук коммунистов и образование Независимой Нераздельной Беларуси в её этнографических границах». Штаб Павлюкевича создал партизанские отряды, во главе которых был поставлен Хведченя. В октябре 1921 года был арестован II отделом 2-й армии Войска Польского около Мороча по обвинению в должностных и финансовых злоупотреблениях, но 24 декабря был освобождён из-под стражи в Бресте. В июле 1923 года проживал е в Беловеже, вероятно, организовав там поселение многих балаховцев. Комендантура Политической полиции Вильнюса, находившегося под польским управлением, которая в то время проводила верификацию антироссийских белорусских деятелей, посчитала его пропольскии настроенным белорусским военным. В скором времени женился, 11 ноября 1928 года был награждён медалью «Участник войны 1918-1921». В январе 1939 года жил в Гайновке; обратился в Министерство военных дел с просьбой рассмотреть его заявление с просьбой о награждении Крестом Независимости. С 1939 по 1941 год работал школьным учителем в Беловеже.
После немецкой оккупации стал председателем отделения Белорусского объединения в Беловеже, которое насчитывало 84 человека. Организовал белорусскую школу и стал её руководителем. Занимался также культурной деятельностью. В 1942 году организовал концерт певца Забейды-Сумицкого. Хведчене также принадлежал магазин с письменными материалами и газетами, в которой торговала его старшая дочь - Тамара. В нем можно было купить белорусские газеты, белостокскую «Новую Дорогу» и берлинскую «Утро». В 1944 году, когда в Белоруссии началось масштабное наступление советских войск, вместе с семьёй выехал в Польшу, тогда ещё оккупированную немцами, или в Германию.
После войны вернулся в Польшу и стал полковником Войска Польского, служил в авиации. Дочь Тамара училась в 1947 году в Академии политических наук на факультете журналистики. В 1947 году был арестован коммунистическими польскими властями, но в 1954 году освобождён из тюрьмы и остаток жизни прожил в Варшаве.